# Tana (репер)
Стівен Дейл Льюїс II (англ. Steven Dale Lewis II, нар. 14 листопада 2006 року, Колумбус, Джорджія, Сполучені Штати Америки), більш відомий як tana (в минулому як BabySantana) — американський репер. Здобув популярність на початку 2021 року завдяки таким синглам, як 14 (фіт з Ka$hdami) та Antisocial (фіт з Slump6s). У тому ж році підписав контракт із лейблом Galactic Records, що є дочірнім лейблом Republic Records.

## Біографія
Стівен Льюїс народився 14 листопада 2006 року в Колумбусі, штат Джорджія, і виховувався матір'ю-одиначкою. Зростаючи там, він влаштувався на місцевий хлібзавод, щоб заощадити гроші на придбання обладнання для запису пісень. Записував свої пісні у маленькій коморі у власному будинку, крім запису, займався й зведенням та мастерингом, спочатку робив це в Audacity, а пізніше перейшов на FL Studio.
Тана виріс під впливом чиказької треп-сцени, яку тоді очолювали Chief Keef разом з покійним Фредо Сантаною; останній, а також BabyTron, надихнули молодого репера на його перший псевдонім BabySantana.

## Кар'єра

### 2020: Початок
Тана розпочав свій шлях у музичній індустрії у 2020 році, поширюючи музику через такі платформи, як YouTube та SoundCloud. Пізніше того ж року разом із друзями він створив невеликий колектив під назвою 1500, до якого спочатку входив лише Slump6s, хоча протягом наступних років до нього долучилися інші артисти та продюсери. Цей колектив зрештою розпався у 2022 році.

### 2020-21: Переломний момент
Популярність до нього прийшла у 2020 році, після того, як його сингл Prada завірусився у соціальних мережах, що в подальшому вилилося у ремікс з колегою по лейблу — Lil Tecca. У тому ж році він випустив три проєкти Recreation, Quan і Planet Sosa, однак пізніше Recreation і Quan були видалені з усіх платформ, а на стримінгових сервісах залишилася лише Planet Sosa.
Пік кар'єри Тани припав на 2021 рік, після того, як завірусився його сингл Antisocial у співпраці зі Slump6s; це також призвело до офіційного сиквелу пісні за участю SSGKobe, Xhulooo та Yung Fazo.
Окрім Lil Tecca, tana співпрацює з такими виконавцями, як Ka$hdami, Midwxst, yvngxchris та ін. Наразі він підписаний на Galactic Records — дочірній лейбл Republic Records, хоча tana продовжує випускати музику самостійно через свій акаунт на SoundCloud. 20 липня 2021 року tana разом із Ka$hdami випустили кліп на спільний трек «14» через ютуб-канал Lyrical Lemonade.

### З 2022: Gaultier
У 2022 році Тана анонсував свій дебютний студійний альбом GAULTIER, реліз якого спочатку був запланований на кінець 2022 року. 15 серпня 2022 року Тана випустив перший промо-сингл swaggin like this з Lancey Foux, а через чотири дні — сингл hell yeah. Тана випустив Gaultier 27 січня 2023 року.

### Студійні альбоми
- 2023 — Gaultier
- 2024 — Bana'

### Мініальбоми
- 2020 — Recreation
- 2020 — Nyctophilia
- 2023 — Dale
- 2024 — Friends Forever

### Мікстейпи
- 2020 — Planet Sosa
- 2021 — DakotaRomani (з Slump6s[en])
- 2023 — London